# Drei Zinnen
De Drei Zinnen (Italiaans: Tre Cime di Lavaredo) zijn drie indrukwekkende bergtoppen, gegroepeerd op de grens tussen de Italiaanse regio's Trentino-Zuid-Tirol en Veneto, tussen de provincies Bozen-Zuid-Tirol en Belluno en tussen de gemeenten Toblach en Auronzo di Cadore. De pieken zijn gelegen in de Sextener Dolomieten (Dolomiti di Sesto).

## Geografie
De Drei Zinnen of Tre Cime di Lavaredo zijn drie kolossale rotstorens vlak naast elkaar. Ze zijn scherp en hoog, en bestaan uit gelaagd Dolomietengesteente (genoemd naar het gebergte waar de toppen zich in bevinden). Ze zijn voornamelijk bruin van kleur, maar er komen ook rode en gele tinten in voor; en het puin aan de voet zorgt voor een sterk contrast met de bergen.
De Drei Zinnen zijn bereikbaar via een tolweg die tot vlak onder de puinhelling van de drie rotstorens loopt. Enkele malen per dag stopt hier ook een bus, zodat de Drei Zinnen ook bereikbaar zijn met het openbaar vervoer.

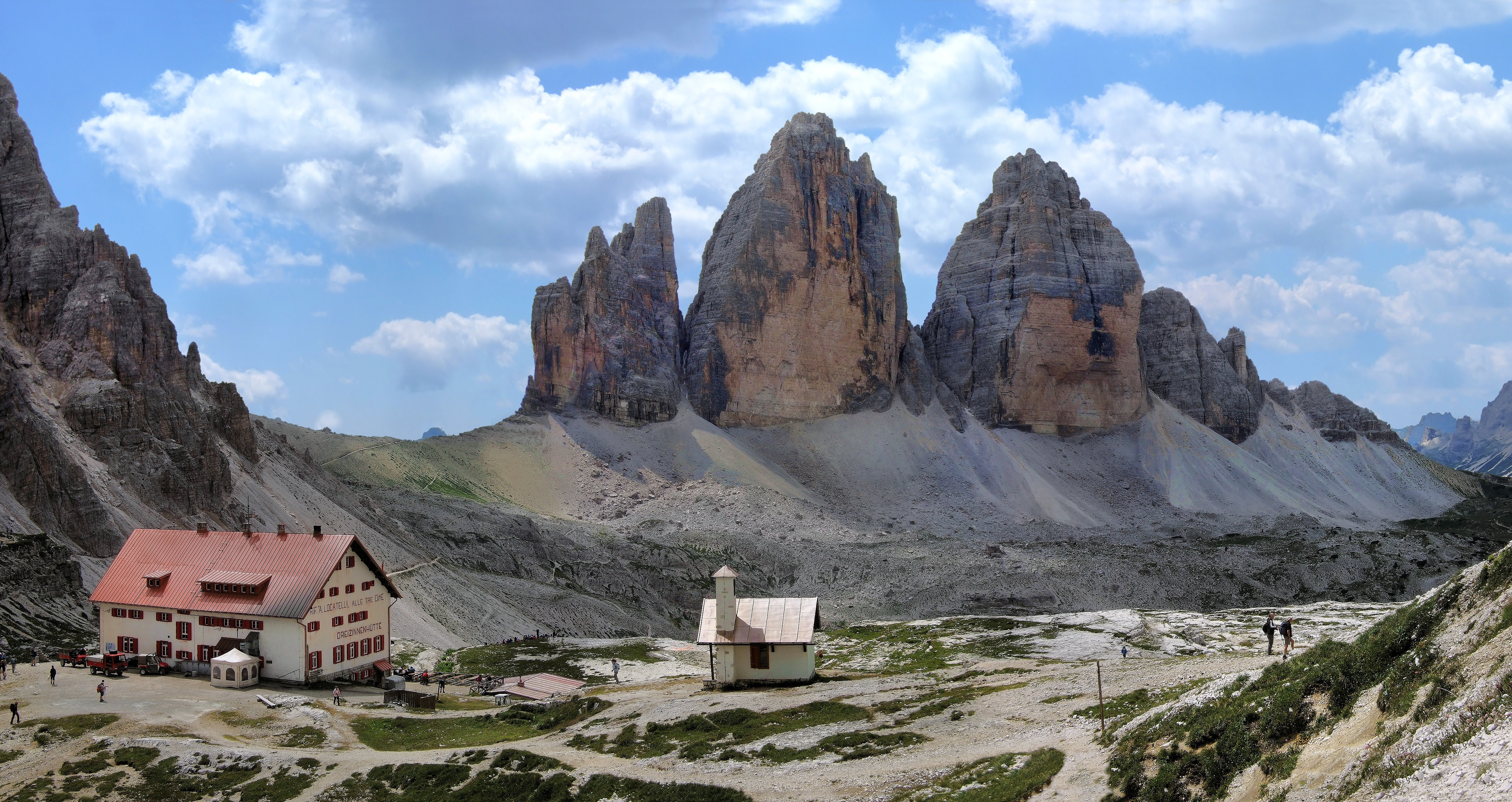
Uitzicht op de Drei Zinnen vanaf de Dreizinnenhütte.

In de directe nabijheid van de Tre Cime bevinden zich meerdere berghutten, zoals de Rifugio Auronzo, Rifugio Lavaredo en de Malga Langalm. Iets verder weg, ongeveer een kilometer noordoostelijk, ligt de Rifugio Locatelli (Dreizinnenhütte), met van daaruit het bekende panorama over het rotsmassief. 

### Nabije meren
- Lago d'Antorno
- Lago di Misurina
- Laghi dei Piani (Bödenseen)

### Nabije nederzettingen
- Auronzo di Cadore
- Carbonin (Schluderbach)
- Cimabanche
- Misurina
- Sesto (Sexten)

### Nabije andere bergen
- Col Sant Angelo
- Monte Piana

### Klimroutes
- Bellavista
- Gelbe Kante
- Via Cassin
- Via Comici
- Via Demuth

## Toppen
- De Westliche Zinne (Cima Ovest) is de middelste qua grootte. Hij is 2973 m hoog.
- De Grosse Zinne (Cima Grande) is de grootste van de drie, met een hoogte van 2999 meters.
- De Kleine Zinne (Piccola Cima) in het oosten ten slotte is de kleinste, met een hoogte van 2856 meter.

Bestaan ook nog, maar zijn minder gekend, in ieder geval niet vooraanstaand genoeg om de naam Drei Zinnen te veranderen in "Vier Zinnen" of meer:
- De Punta di Frida - 2792 m
- De Kleinste Zinne (Cima Piccolissima di Lavaredo) - 2700 m
- De Allerkleinste Zinne (Torre Minor)

## Geschiedenis
De Cima Grande werd ondanks zijn grootte toch het eerst geslaagd beklommen. Dat was in 1869, via de zuidkant. In 1870 kwam er een spoorlijn naar de Dolomieten gereed, en kwam het toerisme in het gebied op gang.
Pas in 1933 slaagde er iemand in de Cima Grande ook via de noordkant te beklimmen, en dat was de Italiaanse legendarische bergbeklimmer Emilio Comici. De beklimming hiervan staat bekend als een hoogtepunt in de geschiedenis van de klimsport en werd de eerste beklimming die de moeilijkheidsgraad VI meekreeg. 
Jarenlang stond de "via Comici" bekend als de moeilijkste klimroute ter wereld. Deze middelste top werd in de Eerste Wereldoorlog gebruikt door de Italianen om de Oostenrijkers te controleren. Toen bevond zich zelfs een hele schijnwerperinstallatie op de top van de Cima Grande. Duidelijke overblijfselen van de oorlog op de flanken, zijn vele netjes uitgehouwen gangen in de rotsen.
De Cima Ovest werd weliswaar redelijk snel via de gemakkelijke normaalroute beklommen, maar de overwinning van de noordwand stond bekend als een andere mijlpaal in de geschiedenis van de klimsport. Cassin en Ratti waren hun tijd ver vooruit toen ze in 1935 reeds een klimroute vonden tussen de reusachtige overhangen in de 500 m hoge noordwand van de Cima Ovest. De Belg Claude Barbier beklom deze wand trouwens als eerste volledig solo in 1969, wat in de toenmalige klimwereld opzien baarde.
De Picolla Cima werd, ondanks dat het de laagste is van het drietal, pas in 1881 beklommen (nadat deze top lang voor onbeklimbaar werd gehouden), en deze prestatie werd neergezet door de Broers Innerköfler uit Sesto (Sexten).

## Geologie
De Drei Zinnen bestaan uit dolomiet die ontstond in het Trias, zo'n 200 miljoen jaar geleden. In het ondiepe water van de Thetysoceaan ontstond een dik kalkrijk pakket doordat vele zeedieren, zoals de Megalodonten en de gastropoden afstierven maar ook omdat de oceanabodem zakte en er dus meer plaats was voor koraalriffen. De wisselende zeespiegel en de dagelijkse getijden zorgen voor verschillende lagen die op elkaar worden afgezet. Tussen de dolomietlagen zien we regelmatig een dunne kleilaag. 
Het geheel werd tijdens de alpiene orogenese omhoog gestuwd waardoor de erosie kon beginnen. Tijdens de laatste ijstijd hebben gletsjers heel het gebied uitgeschuurd.
Naast deze horizontale gelaagdheid zien we ook verticale breuken. Hierdoor ontstaan rechthoekige blokken. De vorst is de belangrijkste oorzaak van erosie, op deze grote hoogte bevriest het water tussen de lagen of in de breuken sneller. In 1948 was er een grote aardverschuiving aan de zuidelijke kant van de grootste top (Cima Grande). Het geërodeerde materiaal blijft liggen aan de voet van de pieken.

## Ronde van Italië
Het wielerpeloton deed de Drei Zinnen in de gehele wielergeschiedenis zeven keer aan. De eerste keer was in 1967, toen Felice Gimondi de betreffende rit won. De laatste keer was in 2013, toen was Vincenzo Nibali de beste. Ook Eddy Merckx won er een keer, dat was in 1968.

### Overzicht winnaars
| Jaar | Winnaar            | Nationaliteit |
| ---- | ------------------ | ------------- |
| 1967 | Felice Gimondi     | Italië        |
| 1968 | Eddy Merckx        | België        |
| 1974 | José Manuel Fuente | Spanje        |
| 1981 | Beat Breu          | Zwitserland   |
| 1989 | Lucho Herrera      | Colombia      |
| 2007 | Riccardo Riccò     | Italië        |
| 2013 | Vincenzo Nibali    | Italië        |
| 2023 | Santiago Buitrago  | Colombia      |

Grosse Zinne · Kleine Zinne · Westliche Zinne
Allerkleinste Zinne · Kleinste Zinne · Punta di Frida